# Route 229 (Québec)
Pour les articles homonymes, voir Route 229.
La route 229 (R-229) est une route régionale québécoise d'orientation nord / sud située sur la rive sud du fleuve Saint-Laurent. Elle dessert la région de la Montérégie.

## Tracé
La route 229 débute à Rougemont, sur la route 112. Elle se termine à Varennes sur la route 132 en bordure de la rive sud du fleuve Saint-Laurent. Elle possède une orientation nord-ouest / sud-est et traverse la rivière Richelieu en multiplex avec la route 116 entre Mont-Saint-Hilaire et Belœil. À Varennes, elle enjambe également l'A-30, mais elle n'a pas de bretelles d'accès directes en direction ouest.

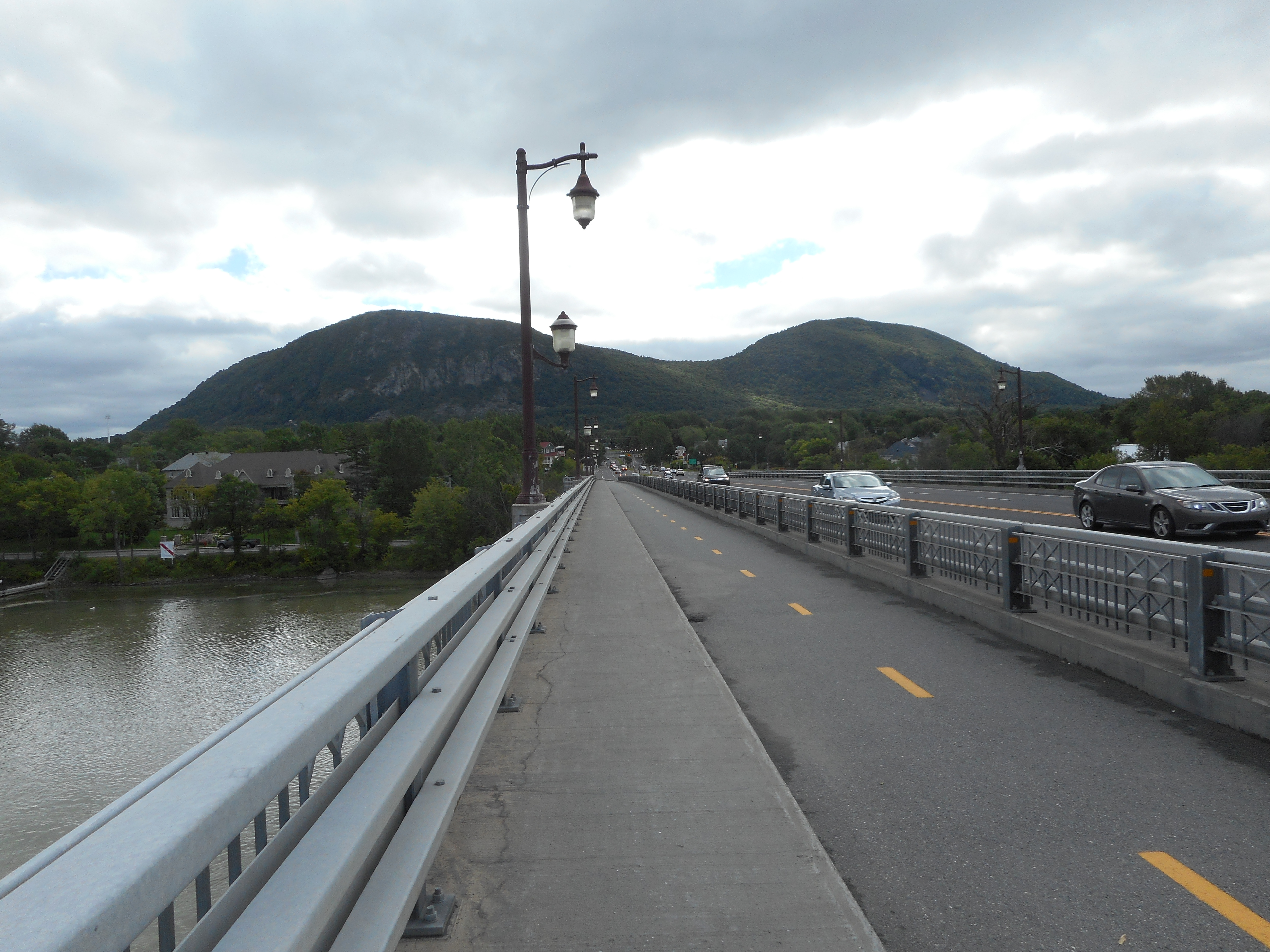
L'itinéraire de la route 229 emprunte le pont Jordi-Bonet entre Mont-Saint-Hilaire et Belœil.

## Localités traversées (du sud au nord)
Liste des municipalités dont le territoire est traversé par la route 229, regroupées par municipalité régionale de comté.

### Montérégie
Rouville
- Rougemont

La Vallée-du-Richelieu
- Saint-Jean-Baptiste

Les Maskoutains
- Sainte-Marie-Madeleine

La Vallée-du-Richelieu
- Mont-Saint-Hilaire
- Belœil
- Saint-Mathieu-de-Belœil

Marguerite-D'Youville
- Sainte-Julie
- Varennes

## Intersections majeures
| MRC                                       | Municipalité                 | km    | Destinations                                     | Notes                                                                                    |
| ----------------------------------------- | ---------------------------- | ----- | ------------------------------------------------ | ---------------------------------------------------------------------------------------- |
| Rouville                                  | Rougemont                    | 0,00  | R-112 – Marieville, Chambly, Granby              |                                                                                          |
| La Vallée-du-Richelieu                    | Saint-Jean-Baptiste          | 11,00 | R-227 sud – Marieville                           | Terminus sud du multiplex avec la R-227                                                  |
| La Vallée-du-Richelieu                    | Saint-Jean-Baptiste          | 17,00 | R-227 nord – Sainte-Madeleine                    | Terminus nord du multiplex avec la R-227                                                 |
| La Vallée-du-Richelieu                    | Mont-Saint-Hilaire           | 22,00 | R-116 est – Saint-Hyacinthe                      | Terminus sud du multiplex avec la R-116                                                  |
| La Vallée-du-Richelieu                    | Mont-Saint-Hilaire           | 27,20 | R-133 – Otterburn Park, Saint-Jean-sur-Richelieu | Échangeur; accès indirect en direction nord                                              |
| La Vallée-du-Richelieu                    | Limite Belœil–McMasterville  | 29,80 | R-116 ouest – Saint-Basile-le-Grand, Montréal    | Terminus nord du multiplex avec la R-116                                                 |
| La Vallée-du-Richelieu                    | Saint-Mathieu-de-Belœil      | 36,80 | A-20 – Montréal, Québec                          | Sortie 105 de l'A-20                                                                     |
| Marguerite-D'Youville                     | Limite Sainte-Julie–Varennes | 46,10 | A-30 ouest – Montréal                            | Accès indirect vers A-30 ouest; pas d'accès vers A-30 est, pas d'accès depuis A-30 ouest |
| Marguerite-D'Youville                     | Varennes                     | 51,20 | R-132 – Sorel-Tracy, Montréal                    |                                                                                          |
| - Terminus de multiplex - Accès incomplet |                              |       |                                                  |                                                                                          |